# Holger Topp-Pedersen
Holger Topp-Pedersen (* 13. Oktober 1868 in Odense; † 5. Januar 1938 ebenda) war ein dänischer Landschaftsmaler.

## Leben

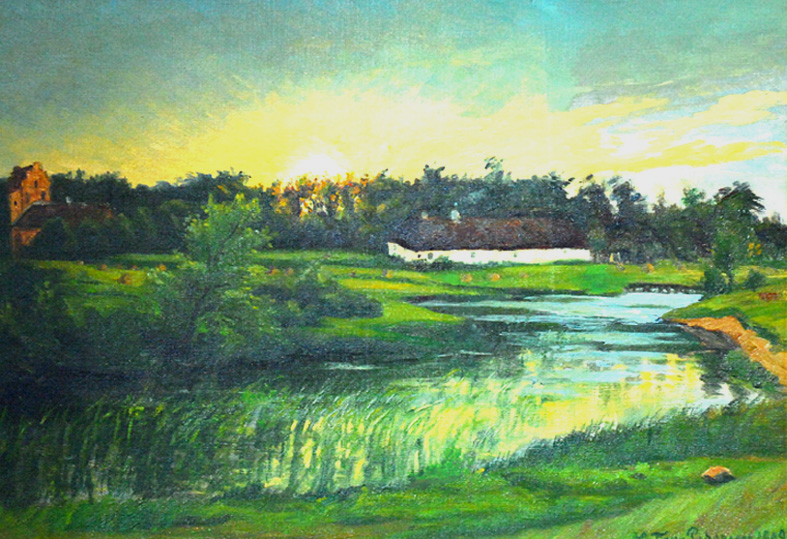
Holger Topp-Pedersen, Dänische Landschaft, Öl auf Leinwand, 1909.

Topp-Pedersen war ein Sohn des Kaufmanns Anders Christian Pedersen und seiner Frau Mariane Elise (geborene Topp). Er besuchte die Technische Schule seiner Heimatstadt. 1884 ging er nach Kopenhagen und studierte dort von 1886 bis 1891 an der dortigen Kunstakademie. Reisen führten ihn 1896 bis 1897 nach New York und ab 1897 wiederholt nach Schweden. Topp-Pedersen war von 1895 bis 1935 Zeichenlehrer an der Technischen Schule in Odense. 1901 heiratete er dort Rosa Christine (geborene Samuelsen). Sein älterer Bruder war der Komponist Sophus Christian Danning (16. Juni 1867 – 7. November 1925).
Als Schöpfer von Landschaftsbildern, die fast immer typische dänische Küsten- und Binnenlandschaften zeigen, machte sich der Künstler einen Namen. Er war vom Naturalismus und vom Impressionismus beeinflusst.